# Киркпатрик, Крис
Кристофер Алан Киркпатрик (англ. Christopher Alan Kirkpatrick, род. 17 октября 1971) ― американский певец, танцор и актёр. Бывший участник группы ’N Sync.

## Юность
Киркпатрик родился 17 октября 1971 года в Кларионе, штат Пенсильвания и имеет ирландское, шотландское, испанское и индейское происхождение. Он учился и окончил среднюю школу в Далтоне, штат Огайо. Затем он переехал в Орландо, штат Флорида, где учился в колледже Роллинса. Выступал в Universal Studios Florida в качестве члена группы Doo Wop.

## Карьера
Весной 1995 года через общего друга Киркпатрик познакомился с продюсером Лу Перлманом. Он предложил ему создать еще одну группу, помимо Backstreet Boys. Таким образом в сентябре 1995 года сформировалась группа ’N Sync.
Вместе с группой он продал более 50 миллионов пластинок по всему миру во время пика их успеха в конце 1990-х и начале 2000-х годов. В группе он пел сопрано/контртенор. Занимался озвучиванием компьютерных игр и мультфильмов.
В 2007 году, будучи в центре внимания в течение пяти лет с ’N Sync, он снялся в реалити-шоу Mission Man Band, в котором рассказывалось о бывших участниках групп 1990-х годов, стремящихся продолжить музыкальную карьеру. Наряду с Киркпатриком в шоу снялись Брайан Абрамс из Color Me Badd, Джефф Тиммонс из 98 Degrees и Рич Кронин из LFO. Шоу дебютировало 7 августа 2007 года и рассказывало о группе под названием Sureshot, в которой ребята выступали на местных спортивных мероприятиях, благотворительных организациях и ярмарках. Последний эпизод шоу вышел в эфир в 1 января 2008 года.
В апреле 2008 года было объявлено, что Киркпатрик станет участником второго сезона шоу Gone Country.
Во время шоу, для которого каждый участник должен был подготовить и исполнить оригинальную песню, у Киркпатрика была одна из самых сильных песен конкурса «That’ll Get Ya By». Он посвятил свое выступление своей матери. Киркпатрик удивил многих поклонников кантри, когда вышел на сцену и доказал, что у него есть все для того, чтобы стать успешным кантри-певцом.
Приз достался Себастьяну Баху. Тем не менее Джон Рич поздравил Киркпатрика с его прошлым успехом, сказав ему, что у него есть одна из лучших песен, и он видит, что она станет хитом номер один в стране. Последний эпизод второго сезона шоу вышел в эфир 26 сентября 2008 года.

## Личная жизнь
2 ноября 2013 года Киркпатрик женился на своей давней подруге Карли Складани в отеле Loews resort в Орландо, штат Флорида. В марте 2017 года пара объявила, что ждет первенца. 10 октября у них родился сын.